# 朱沛国堂

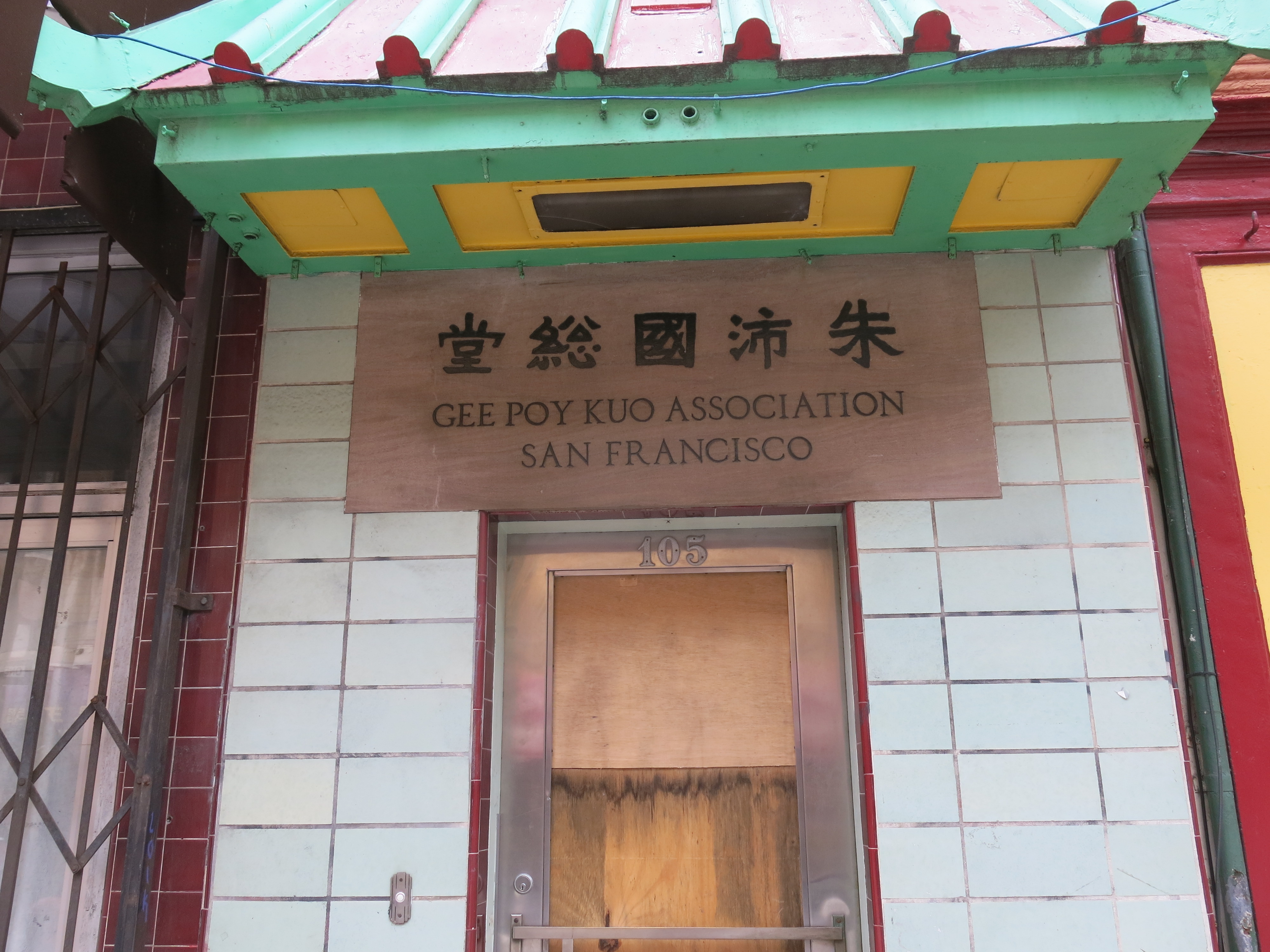
旧金山总堂

朱沛国堂（英語：Gee Poy Kuo Association）是美国最早成立的华人宗族组织之一，最初由台山籍朱姓在1876年于旧金山成立总堂，随后在洛杉机、纽约、休斯敦等美国主要城市开设分堂。朱沛国堂的旧金山总堂从2004年开始堂撤除象征中华民国的青天白日满地红旗，改为升起象征中华人民共和国的五星红旗。